# 瓦胡·馬納
瓦胡·馬納（阿維斯陀語：Vōhu-Mánāh），或譯福胡·瑪納，中古波斯語稱瓦胡曼（Vahuman），波斯語稱巴赫曼（Bahman）。意為「善思」、「善靈」，是阿梅沙·斯彭塔之一，代表了阿胡拉·馬茲達的智慧和善良，被視為主神與人類靈魂交往的媒介。後被奉為動物神，是牲畜和定居牧民部落的保護神。
在瑣羅亞斯德曆中，瓦胡·馬納是第十一月和每月第二日的庇護神。